# Analiza afacerii
Analiza afacerii (traducerea din limba engleză pentru Business analysis) este un ansamblu de sarcini, cunoștințe și tehnici necesare pentru a identifica nevoile unei afaceri sau pentru a determina soluții la problemele unei afaceri.
Persoana care îndeplinește această funcție se numește analist de afacere. Acei analiști de afacere care se ocupă doar cu dezvoltarea de sisteme software se mai numesc analiști de afacere tehnici.
Termenul analiza afacerii este rareori folosit, în locul lui folosindu-se echivalentul business analyst din limba engleză.